# Antennarius
Genre
Antennarius est un genre de Poissons-pêcheurs actuellement considéré par la communauté scientifique comme étant constitué de 11 espèces.

## Description et caractéristiques
Les Antennarius font partie de la famille des Antennariidae (du latin « antenna », antenne), dont ils partagent les caractéristiques, comme l'absence d'écailles. Leur morphologie très particulière et leur aptitude à adopter une livrée identique à l’aspect de leur environnement immédiat en font des prédateurs à l’affût redoutables malgré leur nature sédentaire. Certaines espèces imitent ainsi avec un mimétisme impressionnant les éponges, les coraux mous, les roches couvertes d'algues, ou encore les oursins. Ils sont caractérisés par une bouche très large et par trois épines dorsales placées sur la tête, dont l’illicium, au but duquel s'agite un leurre. Les proies attirées par cet appât sont gobées en un éclair par un flux aspirant dû à la projection de leur bouche vers elles. Les leurres, d’aspects divers, peuvent servir à distinguer les espèces : les couleurs ou textures de la peau ne sont d'aucun secours en identification, puisqu'ils s'adaptent au substrat à imiter. Les antennaires nagent rarement et préfèrent « marcher » sur leurs nageoires pectorales et pelviennes, dont la forme évoque des pattes palmées. Tous pondent des œufs sur le substrat. 
Comme la plupart des autres membres de la famille des Antennaires, les poissons du genre Antennarius passent la plus grande partie de leur vie sur le fond en eau relativement peu profonde entre 20 et 100 m.
Ces poissons fréquentent tous les eaux tropicales et subtropicales du monde.
En dehors de leur valeur commerciale dans l'aquariophilie, ils n'ont pas d’attraits significatifs sur le plan économique.

## Liste d'espèces
Selon FishBase et World Register of Marine Species (23 mai 2013):
- Antennarius biocellatus (Cuvier, 1817) -- Région indonésienne, eaux saumâtres
- Antennarius commerson (Lacepède, 1798) -- Tout l'indo-pacifique tropical
- Antennarius hispidus (Bloch & Schneider, 1801) -- Océan Indien et Indonésie
- Antennarius indicus Schultz, 1964 -- Océan Indien
- Antennarius maculatus (Desjardins, 1840) -- Océan Indien et ouest Pacifique
- Antennarius multiocellatus (Valenciennes, 1837) -- Caraïbes
- Antennarius pardalis (Valenciennes, 1837) -- Afrique de l'ouest
- Antennarius pauciradiatus Schultz, 1957 -- Caraïbes
- Antennarius pictus (Shaw, 1794) -- Tout l'indo-pacifique tropical
- Antennarius randalli Allen, 1970 -- Mer rouge, Indonésie et Pacifique
- Antennarius sarasa -- Océan Indien, Océan Pacifique -- Renommé Fowlerichtys scriptissimus[8]
- Antennarius striatus (Shaw, 1794) -- Circumtropical (mais discontinu)

Au moins une espèce non encore décrite:

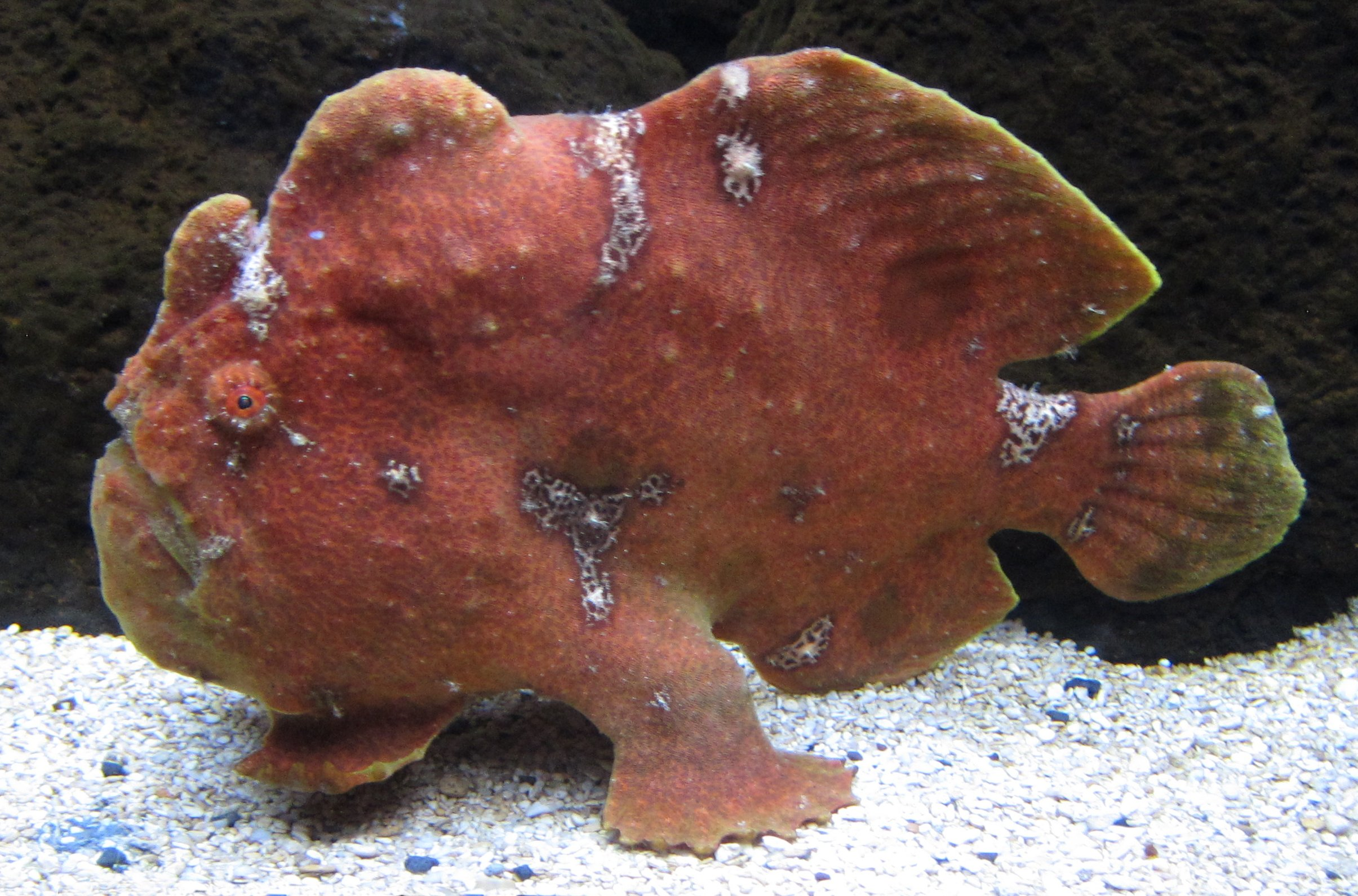
Antennarius commerson
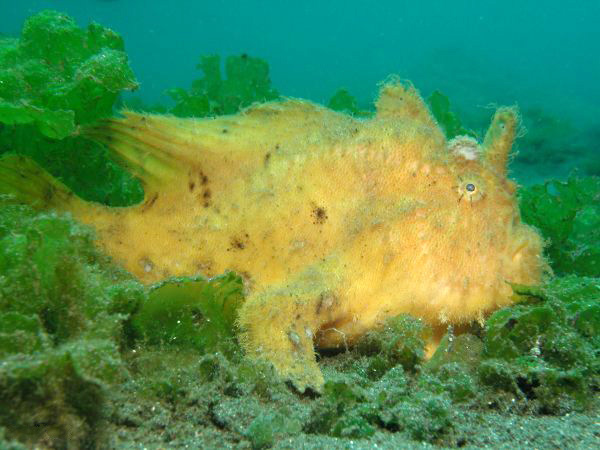
Antennarius hispidus
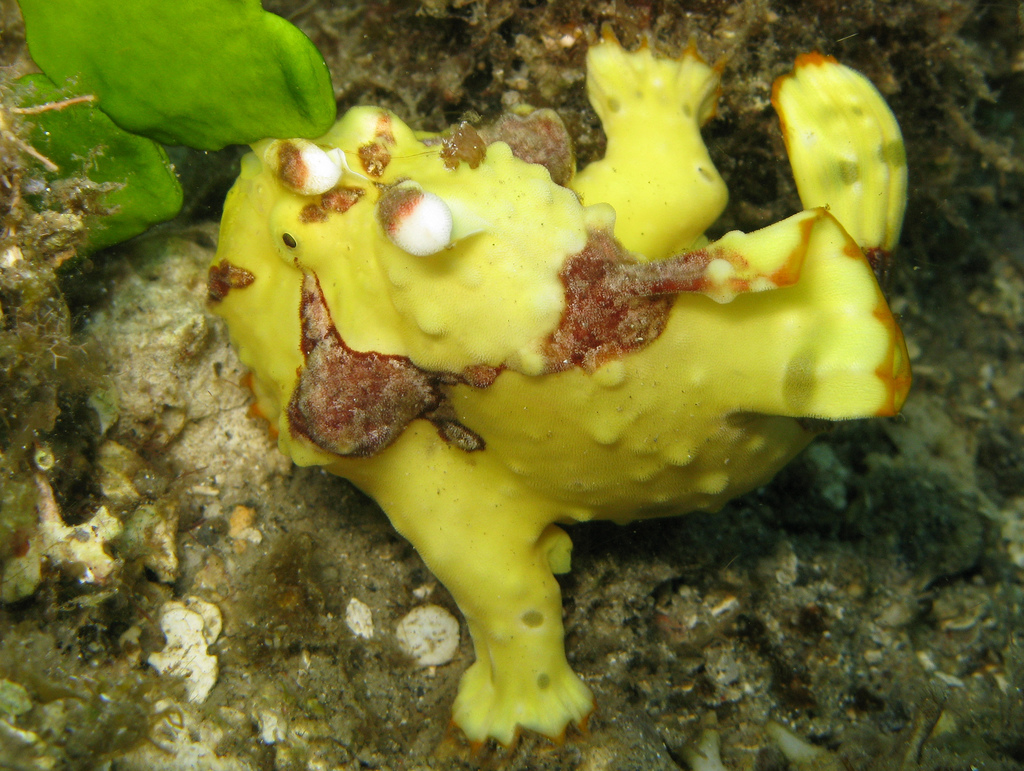
Antennarius maculatus
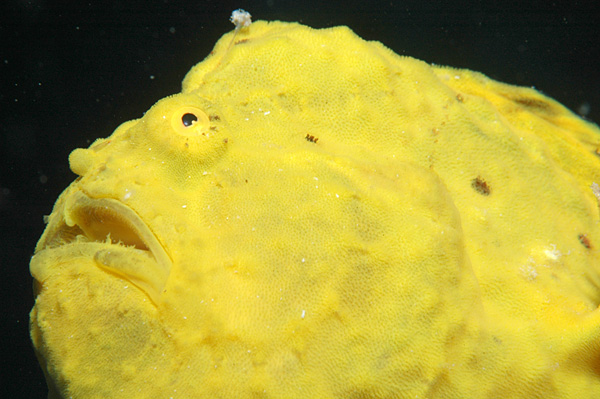
Antennarius multiocellatus
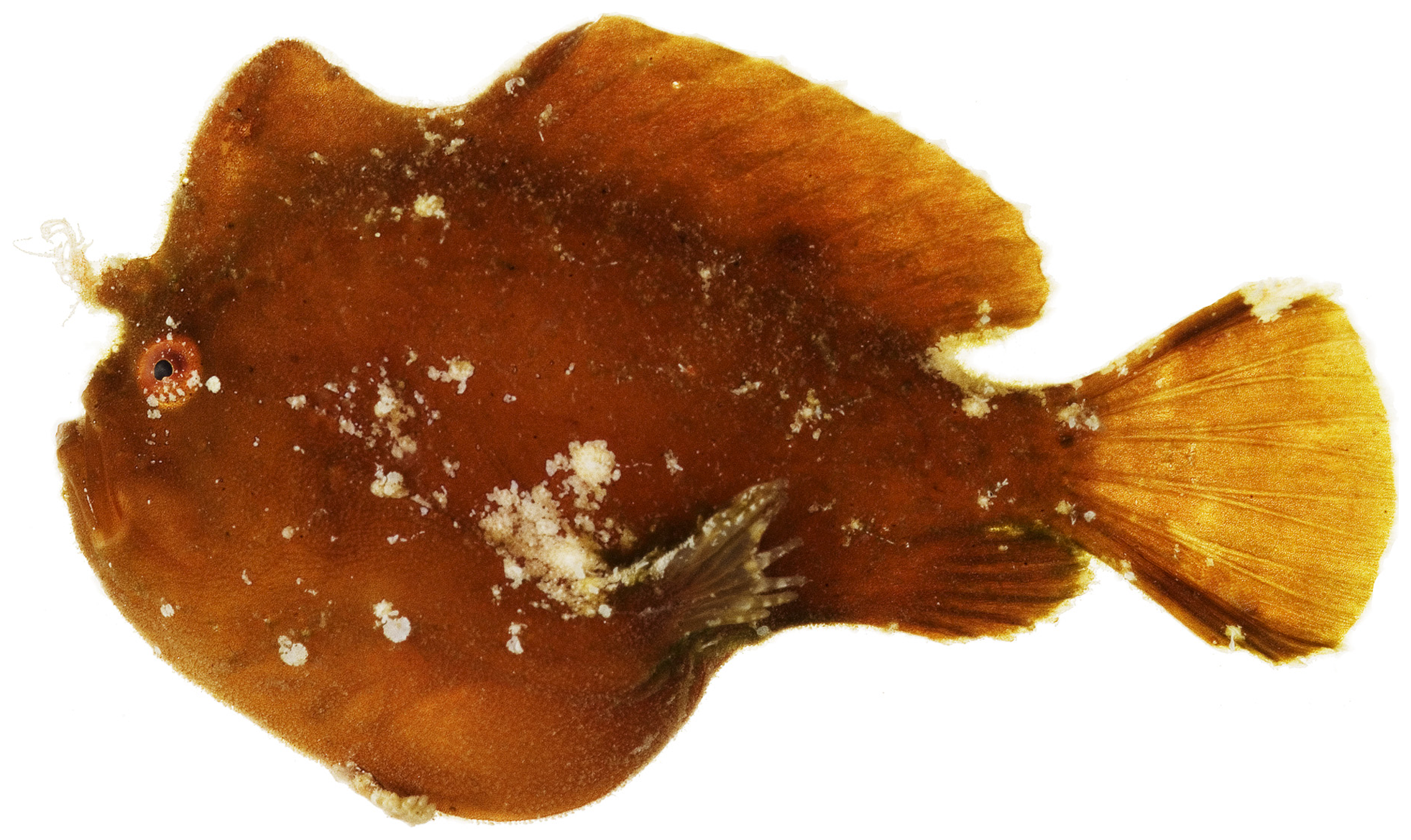
Antennarius pauciradiatus
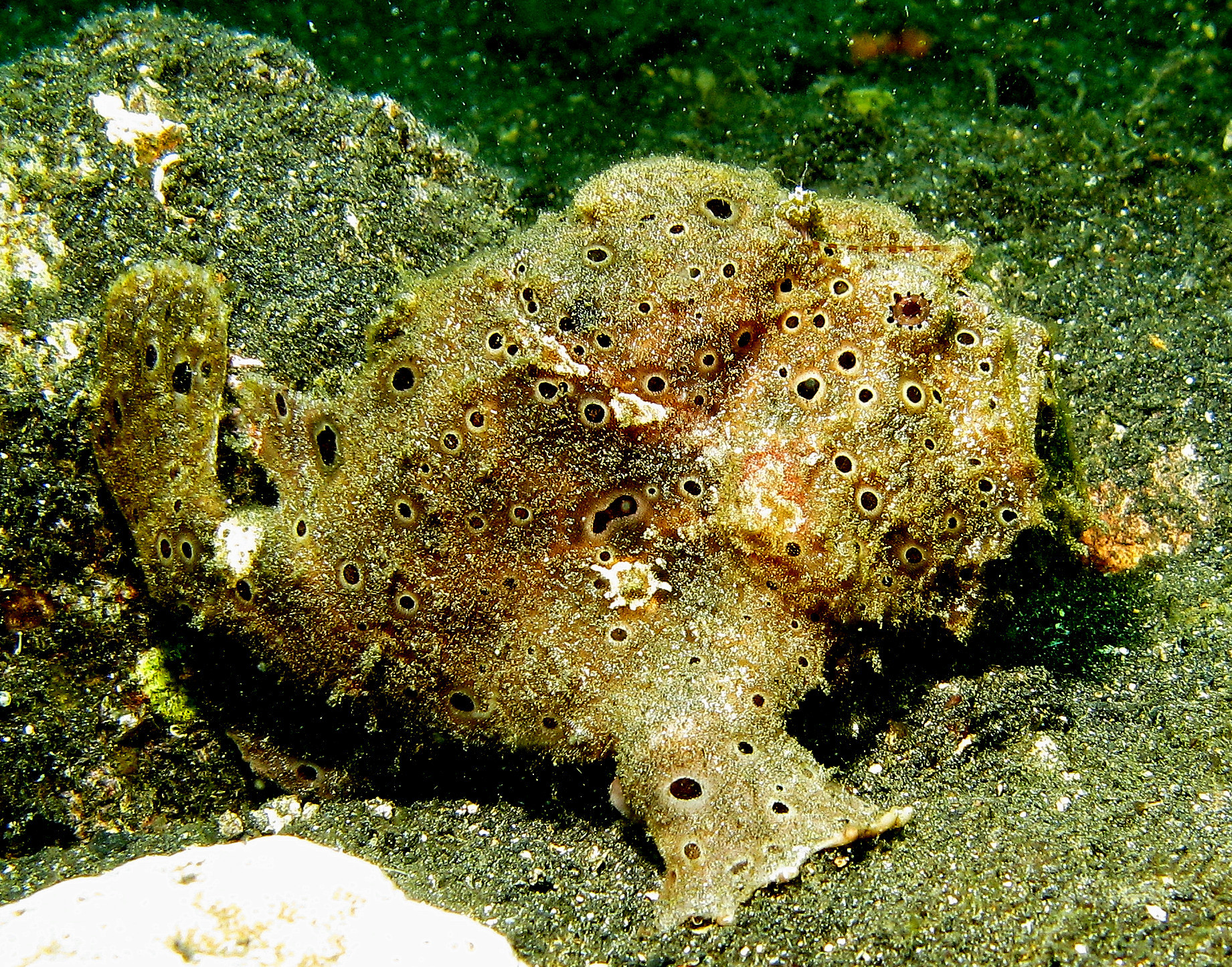
Antennarius pictus
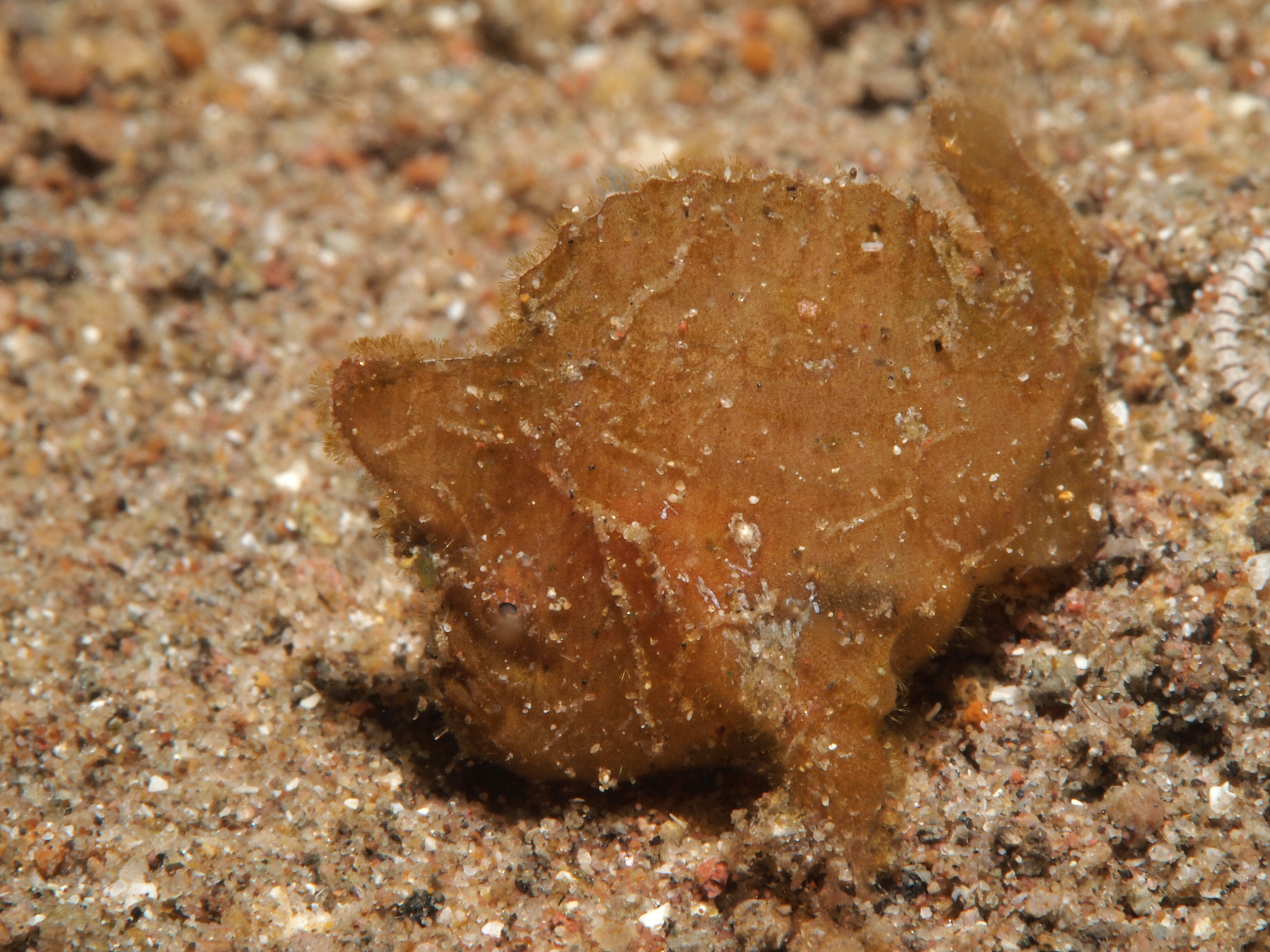
Antennarius randalli
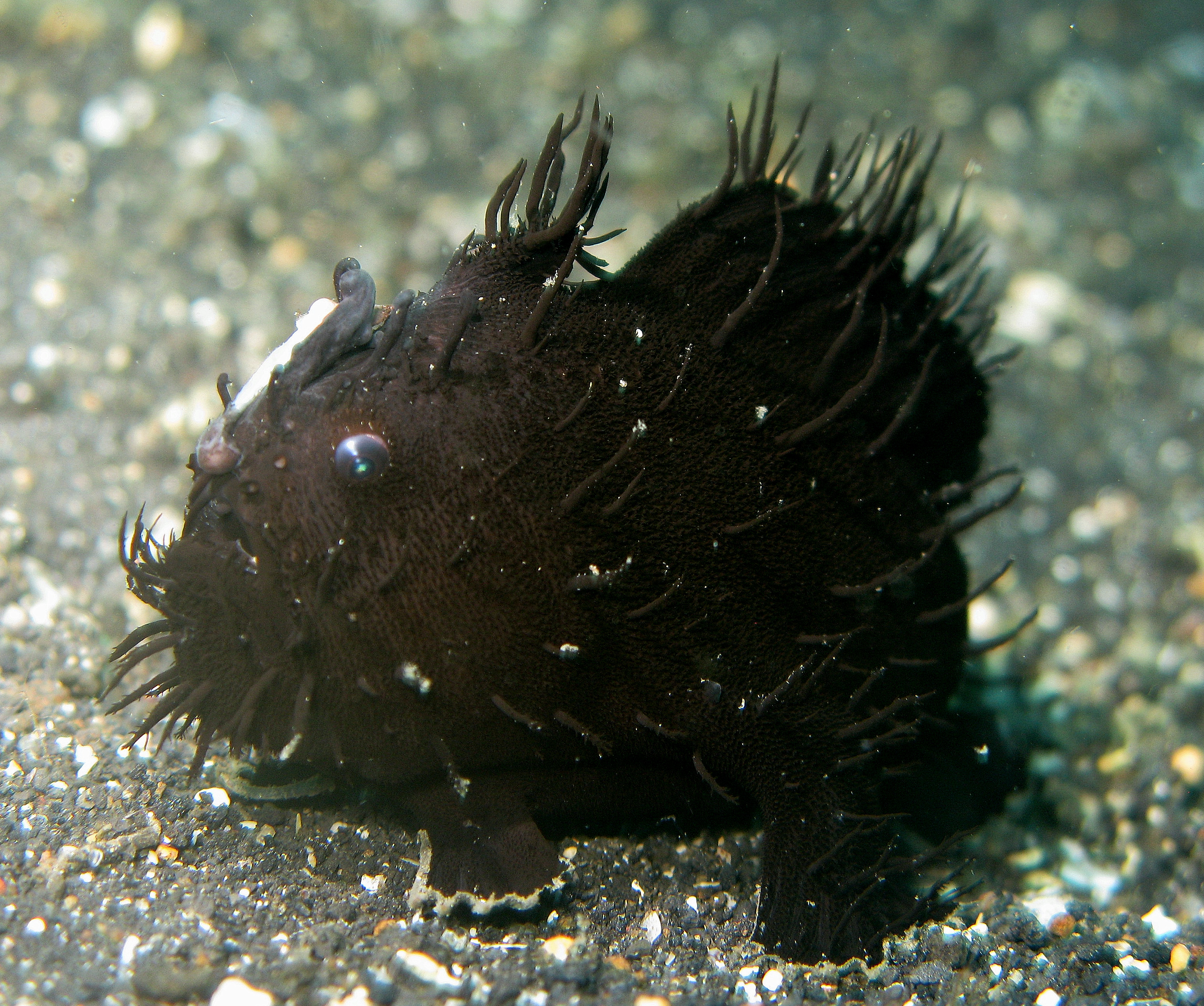
Antennarius striatus

Il est à noter que de nombreuses espèces anciennement rangées dans ce genre (comme Antennarius avalonis) sont désormais rangées dans le genre très proche mais néanmoins distinct Antennatus.